# رومان دوبورت
رومان دوبورت (بالفرنسية: Romain Duport)‏ مواليد 10 ديسمبر 1986 في أنجيه، هو لاعب كرة سلة فرنسي. بدأ مسيرته الاحترافية في سنة 2004. يلعب مع ليموج سي إس بي في الدوري الفرنسي لكرة السلة الدرجة الأولى كلاعب وسط. يحمل الرقم 49. يبلغ طوله 7 قدم 1.43 بوصة (2.2 م).

## المسيرة الاحترافية
لعب مع إس تي بي لو هافر في الدوري الفرنسي من سنة 2004 إلى 2010، ثم لعب مع شوليه باسكت في موسم 2010–2011، ثم لعب مع ستراسبورغ أي جي في الدوري الفرنسي من سنة 2011 إلى 2016، ثم لعب مع ليموج سي إس بي في سنة 2016.

## روابط خارجية
- رومان دوبورت على موقع الدوري الأوروبي لكرة السلة (الإنجليزية)
- رومان دوبورت على موقع كرة السلة الأوروبية.كوم (الإنجليزية)
- رومان دوبورت على موقع ريلجم (الإنجليزية)
- رومان دوبورت على موقع بروبوليرز (الإنجليزية)
- رومان دوبورت على موقع سبورتس رفرنس (الإنجليزية)